# Окунь, Михаил Евсеевич
Михаи́л Евсе́евич О́кунь (род. 1951) — русский писатель, поэт, публицист, журналист.

## Биография
Родился в Ленинграде, в Снегирёвке (родильный дом №6 им. проф. В. Ф. Снегирева) на ул. Маяковского, в 1951 году. Отец — Окунь Евсей Львович (1918, Пермь —1995, Санкт-Петербург), занимался преподавательской и инженерной деятельностью, автор пяти книг по радиопередающим устройствам. Мать — Травкина Нина Ивановна (1928, Ленинград - 2020, Санкт-Петербург), родители — из крестьян Тверской губернии, перебравшиеся на жительство в Петербург — Ленинград. Работала техником, инженером. Посмертно опубликованы ее "Воспоминания о войне" ("Звезда", 1 - 2021).
По окончании десятилетки (школа №321 г. Ленинграда) служил в армии. Окончил Ленинградский электротехнический институт им. В. И. Ульянова (Ленина), радиотехнический факультет (1976). Работал инженером, научным сотрудником в НИИ (1976—1990), имеет ряд научных трудов и изобретений. Впоследствии работал литературным консультантом в ленинградской писательской организации СП СССР (1990—1991), редактором в еженедельниках «Невские ведомости» и «Невский глашатай», издательствах.
С 2002 г. живёт в Германии.

## Литературная деятельность
Печатается с 1967 года (газета «Смена»). Стихи и проза публиковались в газетах «Вечерний Ленинград», «Литературная Россия», «Литературная газета», журналах «Звезда», «Нева», «Аврора», «Урал», «Волга», «Крещатик», «Сельская молодёжь», «Смена», «АКТ — литературный самиздат», «Футурум АРТ» и других, альманахах и коллективных сборниках «Молодой Ленинград», «Молодые поэты Ленинграда», «Поэзия», «День поэзии», «Истоки», «Невские просторы», «Васильевский остров», «Ключ», «Петрополь», «URBI», «Петербургская эротическая проза», «Мой Петербург», «Современная эротическая проза» и др. В Германии — «ВЕК XXI» (Гельзенкирхен), «7+7я» (Берлин), «Партнёр» (Дортмунд), «BW Новости» (Штутгарт). В США — «Интерпоэзия». В Финляндии — «Literarus — Литературное слово».
Стихи включались в антологии «Петербургская поэтическая формация» (СПб., 2008), «Тени Европы» (СПб., 2009), «Земляки» (М., 2009), «Перекрестное опыление» (СПб., 2011), «В поисках утраченного Я» (СПб., 2012), «Собрание сочинений» Т. 3 (СПб., 2012), «Лучшие стихи 2010» (М., 2012), «Лучшие стихи 2011» (М., 2013).
Стихи переводились на английский язык и печатались в международном журнале поэзии «The Plum Review» (Вашингтон, Филадельфия, Лондон, Брюссель), альманахе «Санкт-Петербург — 2013». Переводил стихи молодых американских поэтов с английского (сб. «Манхэттен на Неве», Л., 1991) и болгарских поэтов (журнал «Нева»).
Оригинальные стихи на немецком языке печатались в антологиях современной немецкой поэзии («Gedicht und Gesellschaft 2009. Der Augenblick»; «Jahrbuch des zeitgenoessischen Gedichts 2010». Frankfurt/Main.)

## Литературно-общественная деятельность
Участвовал в XVII (1983) и XVIII (1987) конференциях молодых литераторов Северо-Запада. Первая книга стихов "Обращение к дереву" (Л., «Лениздат», 1988) была издана как лучшая по итогам XVIII конференции. Принимал участие в совместном семинаре с молодыми украинскими литераторами в Комарово (1988), встрече молодых писателей в Москве (1986). Вел литературные объединения при заводе "Арсенал" им. Фрунзе и в Юсуповском дворце.
В конце 80-х годов входил в молодёжную редколлегию ЛО издательства «Советский писатель», занимавшуюся отбором поэтических сборников молодых авторов для кассетных изданий.
В начале 90-х годов входил в бюро секции поэзии Союза писателей Санкт-Петербурга, был секретарём секции.
Участвовал во Второй Международной Довлатовской конференции (Санкт-Петербург, 1 — 3 сентября 2011 г.). Доклад на тему «Сергей Довлатов и культура пития» вошел в итоговый сборник конференции «Сергей Довлатов: лицо, словесность, эпоха» (СПб., 2012).

## Литературные премии и конкурсы
- «Северная Пальмира», 1999 — номинация.
- «Честь и свобода» Санкт-Петербургского русского ПЕН-клуба, 1999 — шорт-лист.
- Один из победителей конкурса журнала «ELLE» (Москва) на лучший рассказ, посвященный 300-летию Санкт-Петербурга, 2003.
- Дипломант 5-го Международного литературного Волошинского конкурса, 2007.
- Шорт-лист Бунинской премии за 2007 г. Архивная копия от 6 декабря 2008 на Wayback Machine.
- Лауреат премии журнала «Урал» за 2006 г. в номинации «Поэзия».
- Золотая медаль в номинации «Малая проза» 2-го Международного конкурса современной литературы «Лучшая книга — 2010», (Берлин, 2011).
- Лауреат премии журнала «Зинзивер» за 2014 г. в номинации "Проза".
- Лауреат премии журнала «Футурум АРТ» за 2016 г. в номинации „Проза“ [1].
- Лауреат премии журнала «Зинзивер» за 2016 г. в номинации "Проза".
- Длинный список Русской премии за 2016 г. Архивная копия от 17 февраля 2018 на Wayback Machine
- Лауреат премии журнала «Звезда» за 2019 г. в номинации «Поэзия». https://rg.ru/2020/02/04/reg-szfo/v-peterburge-vruchili-literaturnuiu-premiiu-zhurnala-zvezda-za-2019-god.html

## Членство в творческих союзах
- Союз писателей СССР — 1991.
- Союз писателей Санкт-Петербурга — 1992.
- Санкт-Петербургский Союз журналистов — 1995.
- Международный Союз журналистов (IFJ) — 2000.
- Международная федерация русских писателей Архивная копия от 17 января 2010 на Wayback Machine — 2006.

## Журналистская деятельность
Журналистские материалы печатались в газетах «Час пик», «Вечерний Ленинград», «Невское время», «Невские ведомости», «Невский глашатай», «Третий глаз», «Петербургский литератор», «Петербургский ресторан», газетах Ленинградской и Псковской областей и Эстонии, и др., журналах «Искусство Ленинграда», «Экономика и управление», «Калейдоскоп» и его приложениях. Некоторые статьи переводились на англ. язык и публиковались в российских англоязычных изданиях.

## Редакторская деятельность
Как редактор и составитель сотрудничал с издательствами: 

«Азбука» — редактирование романов современных авторов в жанре фэнтези и детектива; 

«Продолжение жизни» (ИД «Нева») — редактор серии «Тёмные аллеи» (И.Бунин, С.Цвейг, Э.Арсан и др.), составление сборников «Русская эротическая проза», «Мемуары сластолюбца», «Губительница душ» Л. Захер-Мазоха; 

«Институт соитологии» — редактирование классики эротики «Жозефина Мутценбахер. История жизни венской проститутки, рассказанная ею самой» и «Жозефина Мутценбахер. Мои триста шестьдесят пять любовников»; 

Для издательства «Edita Gelsen» составил 7-й выпуск международного альманаха современных авторов «ВЕК XXI» (Гельзенкирхен, 2007).

## Книги

### Сборники стихов
- «Обращение к дереву» (Л., «Лениздат», 1988)
- «Негромкое тепло» (М., «Молодая гвардия», 1990, в конволюте с четырьмя другими авторами)
- «Интернат» (СПб., Изд-во «Филиал международной газеты "Мегаполис Экспресс"», 1993)
- «Ночной ларёк» (СПб., «Невский глашатай», 1998)
- «Слова на ветер» (СПб., «Формика», 2002)
- «Чужеродное тело» (Гельзенкирхен, «Edita Gelsen», 2007)
- «Средь химер» (Гельзенкирхен, «Edita Gelsen», 2011)
- «33 трилистника» (Гельзенкирхен, «Edita Gelsen», 2016)
- «Февральская вода» (Гельзенкирхен, «Edita Gelsen», 2018)
- «Горсад» (Гельзенкирхен, «Edita Gelsen», 2021)

### Стихи для детей
- «Английский выучим играя» (СПб., «Канон», 1999, в соавторстве, на англ. и рус. языках)

### Сборники прозы
- «Татуировка. Ананас». (СПб., «Тритон», 1993)
- «Ураган Фомич». Рассказы и повести. (Гельзенкирхен, BARSUKOV, 2008)
- «Каждый третий». (Westfalen, 2017)

## Критика
- Пикач А. «С чего начинается лирика?». Поэзия. Вып.47, 1987. С. 42.
- Ульяшов П. Строгий след? Литературная газета №14 (5184) от 6.04.1988.
- Кононов М. «Бесподобные наши итоги...» Смена №20 (19170) от 24.01.1989.
- Фоняков И. Река подо льдом. Нева №3, 1989. С. 172.
- Соболь В. Михаил Окунь. Татуировка. Ананас. Вечерний Петербург №297 от 28.12.1993.
- О.В. Татуировка. Ананас. Час Пик №4 от 26.01.1994.
- Иовлев Н. «Слепки с нашей жизни». Невский глашатай №1,1994.
- Курганов Е. Анекдот как жанр. СПб, Академический проект, 1997. С. 43, 44.
- Крусанов П. «Ночной ларек» в литературном салоне. Питерbook плюс №10, 1998.
- Алов А. Горечь реальности. Питерbook плюс №2, 1999.
- Звягин Е. Играем всерьез. Питерbook плюс №7, 1999.
- Сатаева Е. Слова на ветер. Питерbook плюс №10, 2002.
- Евгений ИZ. Толстяки на расстоянии: Урал №6, 2004. ТОПОС, 25.06.2004. Архивная копия от 4 марта 2016 на Wayback Machine
- Бешенковская О. Знаки судьбы. BW Новости №11(8), Штутгарт, ноябрь 2004.
- Чкония Д. Воздух крыльями кромсая. Партнер №2(89), Дортмунд, 2005.
- Кузнецова А. Михаил Окунь. Чужеродное тело. Знамя №6, 2007. Архивная копия от 28 апреля 2015 на Wayback Machine
- Рогов О. Сны с открытыми глазами. Волга №3(416), 2008. Архивная копия от 8 мая 2018 на Wayback Machine
- Кузнецова А. Михаил Окунь. Ураган Фомич. Рассказы и повести. Знамя №10, 2008. Архивная копия от 1 мая 2015 на Wayback Machine
- Леонтьев А. Мучительная музыка. Literarus - Литературное слово (Хельсинки) №3, 2011.
- Кузнецова А. Михаил Окунь. Средь химер. Знамя №5, 2011. Архивная копия от 28 апреля 2015 на Wayback Machine
- Шпаков В. Выйти из пике. Крещатик №4(54), 2011. Архивная копия от 21 мая 2014 на Wayback Machine
- Кутенков Б. Среди химер. Литературная учеба №5, 2011.
- Слепухин С. Михаил Окунь. Средь химер. Зинзивер №10(30), 2011. Архивная копия от 5 марта 2016 на Wayback Machine
- Сокольский Э. Михаил Окунь. Средь химер. Дети РА  №1(87), 2012. Архивная копия от 26 октября 2013 на Wayback Machine
- Андреева А. Трилистники вневременья. Волга №7-8, 2016. Архивная копия от 23 февраля 2017 на Wayback Machine
- Дрибинская Е. Трилистники Михаила Окуня. Literarus - Литературное слово (Хельсинки) №2(55), 2017. С. 104. http://www.literarus.org/arkiv/literarus_r2_2017.php Архивная копия от 2 июня 2019 на Wayback Machine
- Книжная полка Эмиля Сокольского. Прочитанные книги. Михаил Окунь, 33 трилистника. Гельзенкирхен, 2016. Дети Ра 2017, 7. Архивная копия от 17 февраля 2018 на Wayback Machine
- Кучанская Л. 1+1=1 (Размышляя о книге). Literarus - Литературное слово (Хельсинки) №1(58), 2018. С. 98. http://www.literarus.org/literarus_current.php Архивная копия от 6 августа 2017 на Wayback Machine
- Шпаков В. Не умея радоваться жизни... Literarus - Литературное слово (Хельсинки) №3(60), 2018. С. 96. http://www.literarus.org/arkiv/literarus_r3_2018.php Архивная копия от 18 февраля 2019 на Wayback Machine
- Эмиль Сокольский. Книжная полка. Из высших сфер. Михаил Окунь. "Февральская вода". Гельзенкирхен, 2018. Журнал "Гостиная", вып. 105. Весна 2020. http://gostinaya.net/?p=19559 Архивная копия от 7 марта 2020 на Wayback Machine
- Рецензент. Призрак сада, граждане, для вас!.. Literarus - Литературное слово (Хельсинки) №4(75), 2021. С.90 - 93. http://www.literarus.org/arkiv/literarus_r4_2021.php
- Сведения о М.Окуне приведены в справочниках: Чупринин С. Словарь Новая Россия: мир литературы. М., 2003; Чупринин С. Зарубежье: русская литература сегодня. М., 2008; Чупринин С. Малая литературная энциклопедия. Русская литература сегодня. М., 2012; Энциклопедический словарь Литературный Санкт-Петербург XX век. Том II. СПб., 2015.